# 奧斯華·波爾克
奧斯華·波爾克（德語：Oswald Boelcke，1891年5月19日—1916年10月28日）是一名第一次世界大戰德國最早期的王牌飛行員，共擊落了40架敵機，是最有影響力的早期空戰戰術家和指揮官之一，他創建了德國第一支戰鬥機部隊──第2戰鬥機中隊（Jasta 2）， 外号波爾克中隊（Jasta Boelcke），被稱為德國空軍戰鬥機之父，德國大多數早期的王牌飛行員出身於波爾克的第2戰鬥機中隊，日後名留青史的紅男爵曼弗雷德·馮·里希特霍芬亦在其中。同時波爾克亦被稱為空中戰術之父。他是第一個正式確立空戰法則的人，他提出波爾克戰術守則（Dicta Boelcke），被兩次世界大戰德國戰鬥機飛行員奉為圭臬，此戰術守則到現在仍然一直被世界各國戰鬥機飛行員引用。
被稱為王牌中的王牌"紅男爵曼弗雷德·馮·里希特霍芬"一直深受波爾克影響及教導，即使日後其擊落敵機戰績超過波爾克仍繼續崇拜他。

## 早年
奧斯華·波爾克出生在德意志帝國薩克森省的哈雷，是一位校長的兒子。他的父親在阿根廷從事教學工作。他的三個年長的兄姐出生在布宜諾斯艾利斯。父親回到德國後波爾克舉家搬到安哈爾特公國的首府德紹生活。幼年時因為感染了病毒而持續的咳嗽，使他不斷地進行運動以維持良好的體能但終其一生都伴有哮喘病。奧斯華勤奮好學，除了運動，還擅長數學和物理。他的父親是一位民族主義者和軍事家。受到他的父親影響，十三歲的波爾克大膽地向德國皇帝寫一封私人信件，懇求任命他入讀普魯士陸軍軍事學校。雖然他的願望實現，但因為父母反對，他沒有入讀軍校成為學員。相反，他入讀Herzog Friedrichs-Gymnasium，並於1911年的復活節畢業。
畢業離開學校後他在1911年3月15日加入科布倫茨的陸軍第三通訊營成為候補軍官。在阿爾薩斯-洛林的梅斯參加陸軍軍事學校的少尉考試，一年後被委任為普魯士陸軍少尉。由於波爾克早已通過大學入學資格考試（abitur），為了使他比起其他同期的沒有大學入學資格的少尉較資深，他的少尉委任狀日期被寫成是1910年8月23日。

## 第一次世界大戰生涯

### 1914年
在 1914 年中旬，波爾克調職到德意志帝國飛行隊接受飛行訓練。他在1914年8月15日通過最後的飛行員考試。然後立即被派往前線。由於他的兄長威廉·波爾克是第13飛行小隊的觀察員，奧斯華·波爾克最初的職務也被派駐該小隊。波爾克與哥哥一起執行五十次飛行任務後獲得二級鐵十字勳章。波爾克與他的兄長是一個成功的飛行團隊，他們的成功引起了部隊中的其他成員的反感。威廉最後被調離部隊離開他的弟弟。

### 1915年
1915年4月波爾克調職到駐地在杜埃的第62中隊(FFA 62)。這是一個偵察單位使用 LVG c.雙座飛機負責觀察和為炮兵調整射擊。

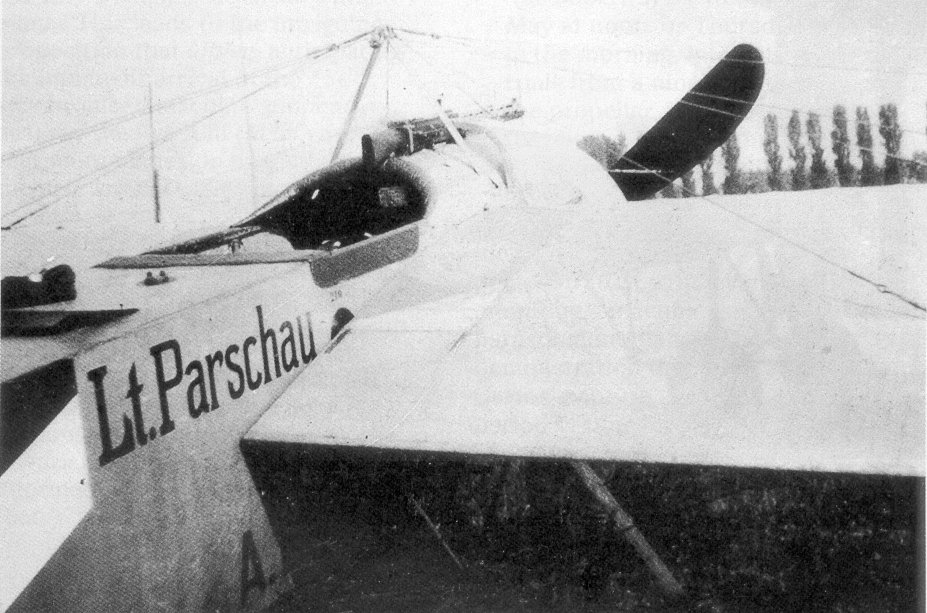
"福克E單翼戰鬥機原型機"A.16/15"，在駕駛艙下面寫上"帕爾紹中尉”

1915年7月，波爾克、馬克斯·英麥曼、 奧托·帕爾紹(Otto Parschau)和庫爾特·溫特根斯(Kurt Wintgens)獲准飛行五架福克E單翼戰鬥機 E.I原型機的其中三架，稱為福克M.5K/MG都裝有同步射擊系統，該系統能令子彈的開火時機和螺旋槳的轉動錯開而不會打中螺旋槳 。奧托·帕爾紹(Otto Parschau)少尉是四人小組中第一位接收到福克M.5K/MG原型機"的飛行員，帕爾紹少尉的原型機編號是"E.1/15，波爾克接收到三號原型機編號是"E.3/15"，他在7月7日首次試飛。
庫爾特·溫特根斯(Kurt Wintgens)飛行最後一架的原型機—福克M.5K/MG編號"E.5/15"，並於1915年7月1日擊落了一架敵機收獲第一次空戰勝利，但因為敵機墮落於法國防線所以紀錄未獲得證實。
同時波爾克在實戰中仍然駕駛信天翁C偵察機C-I型執行任務，1915年7月4日波爾克駕駛的信天翁C-I偵察機的後座觀察員Heinz von Wǘhlisch少尉擊落他們的第一架敵機，波爾克降落法軍敵機的殘骸附近，並證實了敵機飛行員陣亡。同一天庫爾特·溫特根斯(Kurt Wintgens)擊落一架法軍的莫蘭-索尼耶L單翼機亦是另一次未經證實的戰果，7月15日再擊落另一架，而第三次的勝利最終得到官方的證實成為他首次獲經證實的擊墜紀錄。
1915年8月19日波爾克駕駛福克E單翼戰鬥機E.3/15獲得首次個人空戰勝利。僅僅9天之後，他跳入機場附近運河救起一名叫Albert DePlace的法國男孩。男孩的父母為感謝波爾克而希望法國政府授予他法國軍團勳章; 但取而代之的是他被德國政府授與普魯士人道救援勳章。
9月22日波爾克調駐到梅斯，加入梅斯的Brieftauben-Abteilung部隊，但到12月就被調回第62中隊。他在1915年結束前擊落多4架敵機。早於波爾克擊落第一架敵機之前馬克斯·英麥曼已經在8月1日駕駛早期生產的福克E.I編號E.13/15擊落一架敵機獲得首次個人空戰勝利。他和波爾克是這場空戰競賽的競爭對手，他們的戰績互有領先，而庫爾特·溫特根斯(Kurt Wintgens)的戰績緊隨其後。而福克E單翼戰鬥機這種致命的新型飛機開始被協約國稱為福克的災難。
11月1日，在他擊落第六架敵機後波爾克成為了第一位獲得霍亨索倫皇家勳章(Royal House Order of Hohenzollern)的德國飛行員。英麥曼也在六天後收獲相同的戰績而獲授予霍亨索倫皇家勳章。
1915 年底，英麥曼的戰績是擊落敵機7架、波爾克6架、庫爾特·溫特根斯(Kurt Wintgens) 和漢斯-約阿希姆 布德克(Hans-Joachim Buddecke)3架。

### 1916年

#### 贏得王牌飛行員稱号
在1916年1月波爾克擊落3架敵機收獲更多的戰果，而英麥曼只擊落2架，但因為兩人同時於1月12日取得擊落第8架敵機的戰績，波爾克和英麥曼一同成為最早得到普魯士最高軍事榮譽功勳勳章的飛行員。
1916年3月，波爾克因為出現腸道問題住院，並抱怨醫院遠離在Jametz的前線駐地太遠，他獲准使用在凡爾登附近西夫里的前進機場參與凡爾登戰役。波爾克聯繫到前線的機場，並以此建立第一個空中戰術指揮中心。他領導新成立的飛行中隊 (Fliegerabteilung) 並在凡爾登展開行動。這個中隊有六位戰鬥機飛行員也是日後第一支戰鬥機中隊(Jasta)的前身。新成立的戰鬥機單位駐紮在Stenay的附近，是威廉王儲的總部。使得王儲和飛行員們成為朋友。
這場空戰競賽還在繼續; 波爾克在3月12日擊落第10架敵機成為了第一位贏得王牌（德語：Überkanonen）稱號的飛行員。
第二天，英麥曼首次一日內擊落2架敵機，戰績達到11架領先波爾克。激烈的戰鬥持續一星期; 3月19日 波爾克用他往常的戰術擊落敵機贏得第12次空戰勝利。英麥曼致電祝賀他，並說他有機會追趕上來; 波爾克開玩笑地給了他一個星期的寬限時間。
這個時候福克 E.III顯得日益過時，取而代之的是更先進裝上一挺機槍的哈爾雙翼戰鬥機，和裝上兩挺機槍的信天翁雙翼機，這兩種戰鬥機都裝有同步射擊系統。
法軍開始以新型快速的紐波特11戰鬥機反擊，英軍也以Airco DH II推進式飛機反擊(Airco DH II是一種螺旋槳在後的飛機，可以在機首裝上機槍而無需裝有同步射擊系統)。
波爾克同時專注於研究自己的戰術︰緊密的飛行編隊、精準的射擊和保待在自己德軍防線內飛行。
5月18日波爾克擊落敵機16架的戰績領先英麥曼的15架，成為當時戰爭中最高的擊墜紀錄。

1916年 6月18日 英麥曼的第17次空戰勝利後，由於他的福克E-III的同步射擊系統故障擊毀了螺旋槳，他因飛機失事墜毀而陣亡，而擊落敵機18架的波爾克成為戰爭中最出色的王牌飛行員。失去英麥曼後不久德皇威廉二世下令波爾克禁飛一個月以避免在作戰中失去他。他在德國公眾心目中是一位非常重要的國家英雄，德軍不能冒險在作戰中失去他。所以給予他文職工作或到中東進行訪問之間選擇，6月27日波爾克向總部報告在杜奧蒙擊落1架紐波特11戰鬥機。與德軍主理航空的高層詳細分享他的專業知識。在1916年中期德意志帝國飛行隊(Fliegertruppe) 改組成德意志帝國陸軍航空隊 (Luftstreitkräfte);  這次空軍的重組是受到波爾克的啟發。在這個時候波爾克主張他成功的戰術精萃編纂成他的空中戰術守則，他還分享了創設戰鬥機編隊和組織戰鬥機中隊上的見解。波爾克被送到巴爾幹地區訪問。他到訪奧地利和土耳其。在回程的時候到訪保加利亞和俄羅斯前線拜訪了前線的飛行員。去探訪在科韋利的哥哥威廉時，他收到一封從帝國陸軍航空隊司令赫尔曼·冯·德·列特-汤姆森將軍的電報，任命他創建和指揮第一支戰鬥機部隊──第2普魯士皇家戰鬥機中隊。

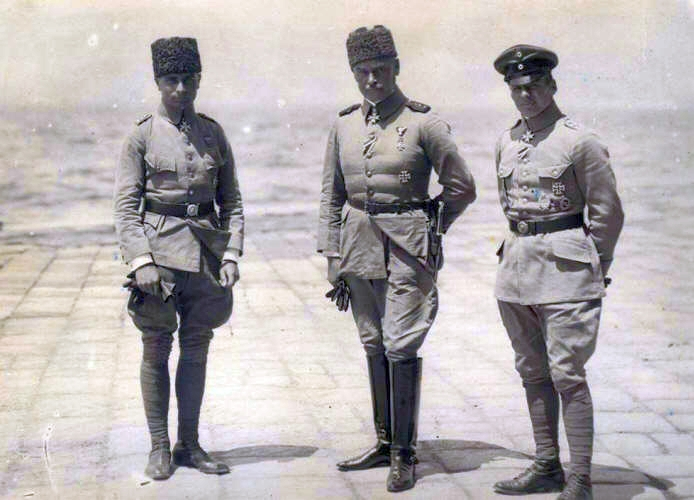
左邊起：漢斯·約阿希姆·布德克上尉，奧托·馮·桑德斯將軍，奧斯華·波爾克上尉1916年在土耳其

#### 紳士飛行員的信
在1916年1月5日，波爾克擊落了1架英軍第2中隊由William Somervill 中尉和 Geoffrey Formilli中尉駕駛的B.E.2c 雙翼機。當他們住院時，他與兩人保持聯絡，並竭盡全力為Formilli 寫了一封信通知英國的家人他們還活著。波爾克的善意導致報紙評論他是"紳士飛行員"。這封信在 2012年被Formilli的家庭拿出來拍賣。

#### 創建波爾克中隊
第2戰鬥機中隊(Jasta 2)是在1916年8月10日成軍，因為第1戰鬥機中隊一直都只是一個紙上的單位並沒有真正組建起來，所以第2戰鬥機中隊是德國第一支的戰鬥機部隊。波爾克獲准自己去選擇中隊飛行員。他選擇的飛行員很多日後成為王牌飛行員，包括曼弗雷德·馮·里希特霍芬與歐文·柏姆 (Erwin Böhme) 等。1916年8月30日被正式任命為第2戰鬥機中隊的指揮官領導他一手挑選的飛行員。第一次世界大戰結束後，Jasta 2一共誕生了20位王牌飛行員，共擊落336架敵機及只有44位人員傷亡。
然而中隊在最初運作的時候，波爾克只有由韋呂的FFA 32中隊騰出空的營房作為基地。截至8月27日，羽翼未豐的第2戰鬥機中隊只有三名軍官和六十四名其他各階級的士兵，但一架飛機也沒有。但到9月8日一共有八名飛行員到達，包括曼弗雷德·馮·里希特霍芬與歐文·柏姆 (Erwin Böhme)。三天過後柏姆注意到他需要爭取獲准使用廢棄的哈爾(Halberstadt)戰鬥機，因為波爾克已經有一架福克; 另外四架飛機似乎中隊裡已經有其他人佔有。9月16日 波爾克的新中隊收到五架新的信天翁 D.Is給飛行員和改良的信天翁 D.II給指揮官。波爾克迅速把新收到的戰鬥機投入中隊的首次空戰並努力取得當地的空中優勢。在9月16日下午1時，波爾克和他的五名飛行員升空攔截轟炸馬爾寬火車站的英國轟炸機。五名新手破壞了14架轟炸機編隊，並且擊落了其中兩架。而波爾克則去對付餘下的轟炸機。
1916年9月Jasta 2成立的第一個月波爾克擊落10架英國皇家飛行隊的飛機。他會在早上單飛執行狩獵任務，返回到基地時會被他暱稱"Cubs"的新手飛行員問他是否有擊落敵機。他會告訴他們倘若發現他的下巴是焦黑色，則說明了他有進行射擊，並且擊落了敵機。然而，對比波爾克單獨飛行狩獵敵機的風格，他的飛行員們總是有紀律地編隊飛行執行任務，他以自己的戰術守則反復演練他們。波爾克戰術守則（Dicta Boelcke）在飛行員之中是著名的作戰守則，此戰術守則一直到第二次世界大戰仍然適用。

## 死亡
波爾克在1916年10月28日與他手下兩個最好的飛行員曼弗雷德·馮·里希特霍芬與歐文·柏姆 (Erwin Böhme) 和其他三人一天裏執行六次出擊任務。他們陷入與英國皇家飛行隊第24 中隊的單座 DH.2 戰鬥機的混戰中。在隨後的纏鬥中，波爾克和柏姆，沒有察覺對方的存在，彼此都一同接近由Arthur Knight上尉駕駛的DH.2。馮·里希特霍芬俯衝入航道追擊相同的飛機; 事實上他在追擊其他的由阿爾弗雷德·愛德溫·麥凱中尉駕駛的DH.2。波爾克突然轉向以避免與柏姆碰撞。但柏姆的起落架擦過波爾克的上翼。隨著他的飛機上翼的蒙布剝落，波爾克奮力控制失控的信天翁 D.II。他和他的飛機掉進雲中，當它出現時上機翼已經不見了，波爾克墮毀時取得相對較軟的迫降。似乎有生存的可能。然而他的安全帶束縛不住他。
幾分鐘後，他的屍體被飛行員們從破爛的信天翁 D.II拉出。奧斯華·波爾克生涯共擊落了40架敵機，得年25歲。

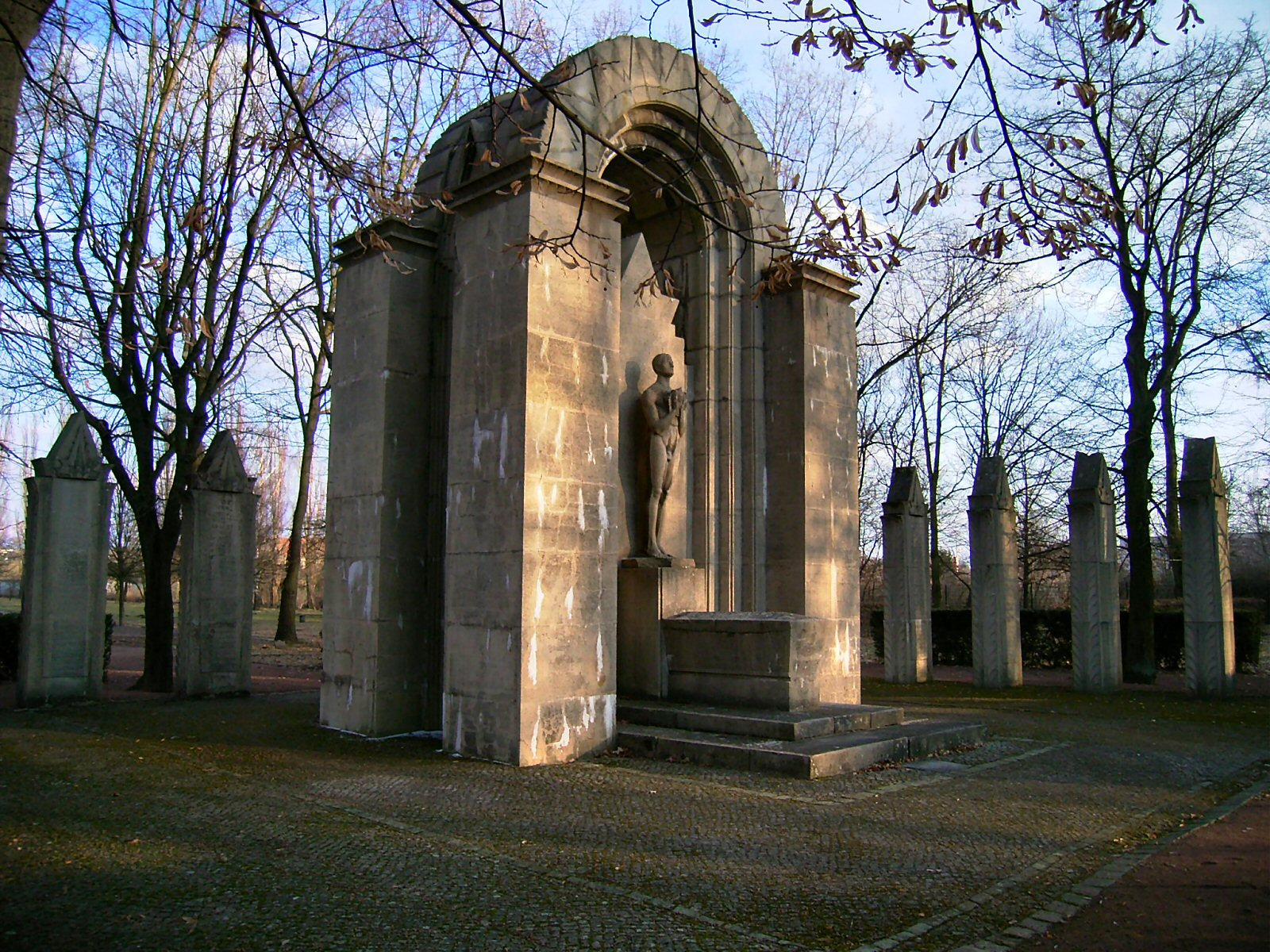
德紹紀念公墓的波爾克墓碑